# Flèche (escrime)
Pour l'arme, voir Flèche (arme). Pour sa signification en architecture, voir Flèche (architecture).
Pour d'autres significations, voir flèche.

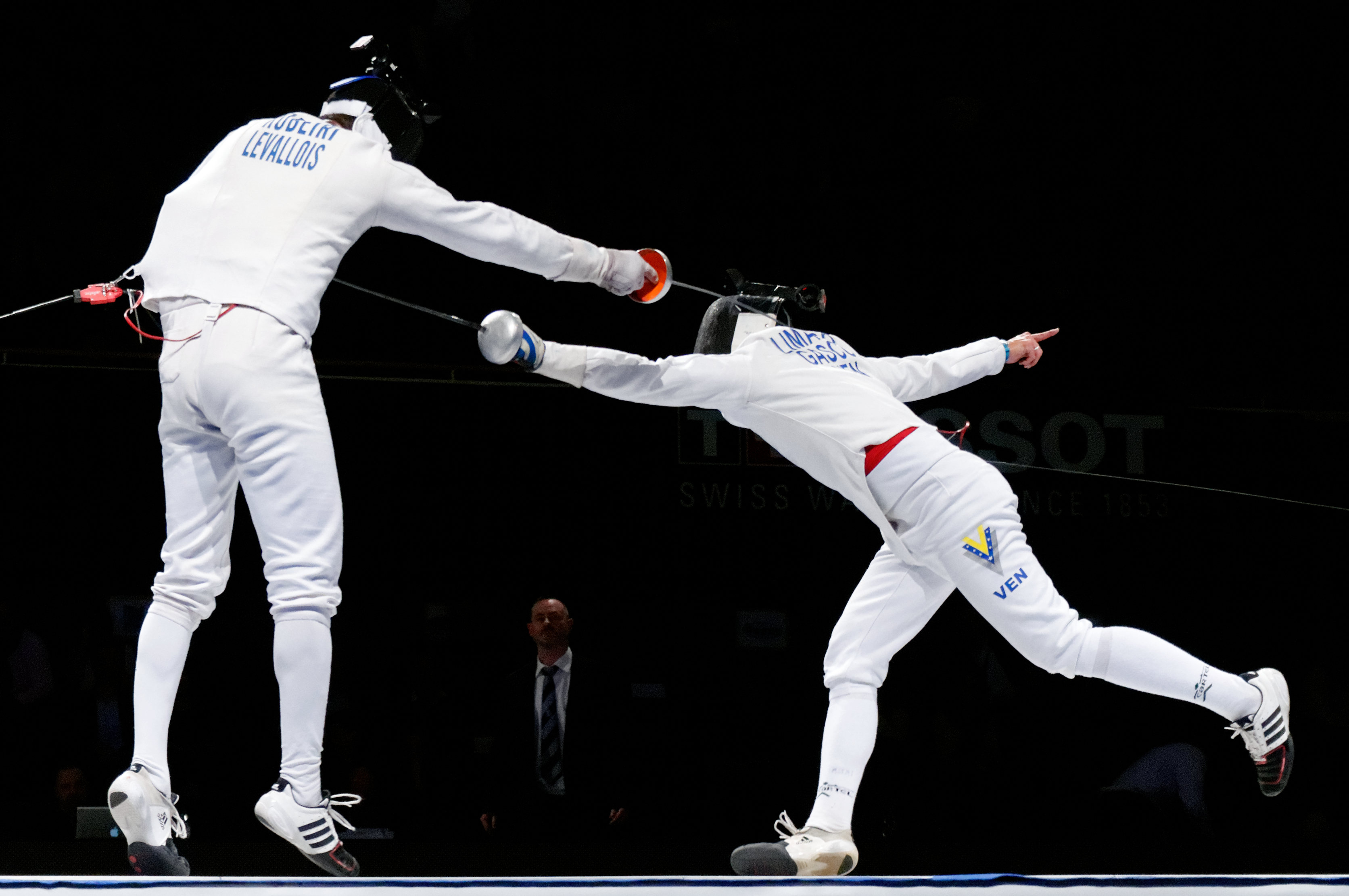
Rubén Limardo attaque en flèche Ulrich Robeiri (à gauche) au Masters à l'épée en 2012.

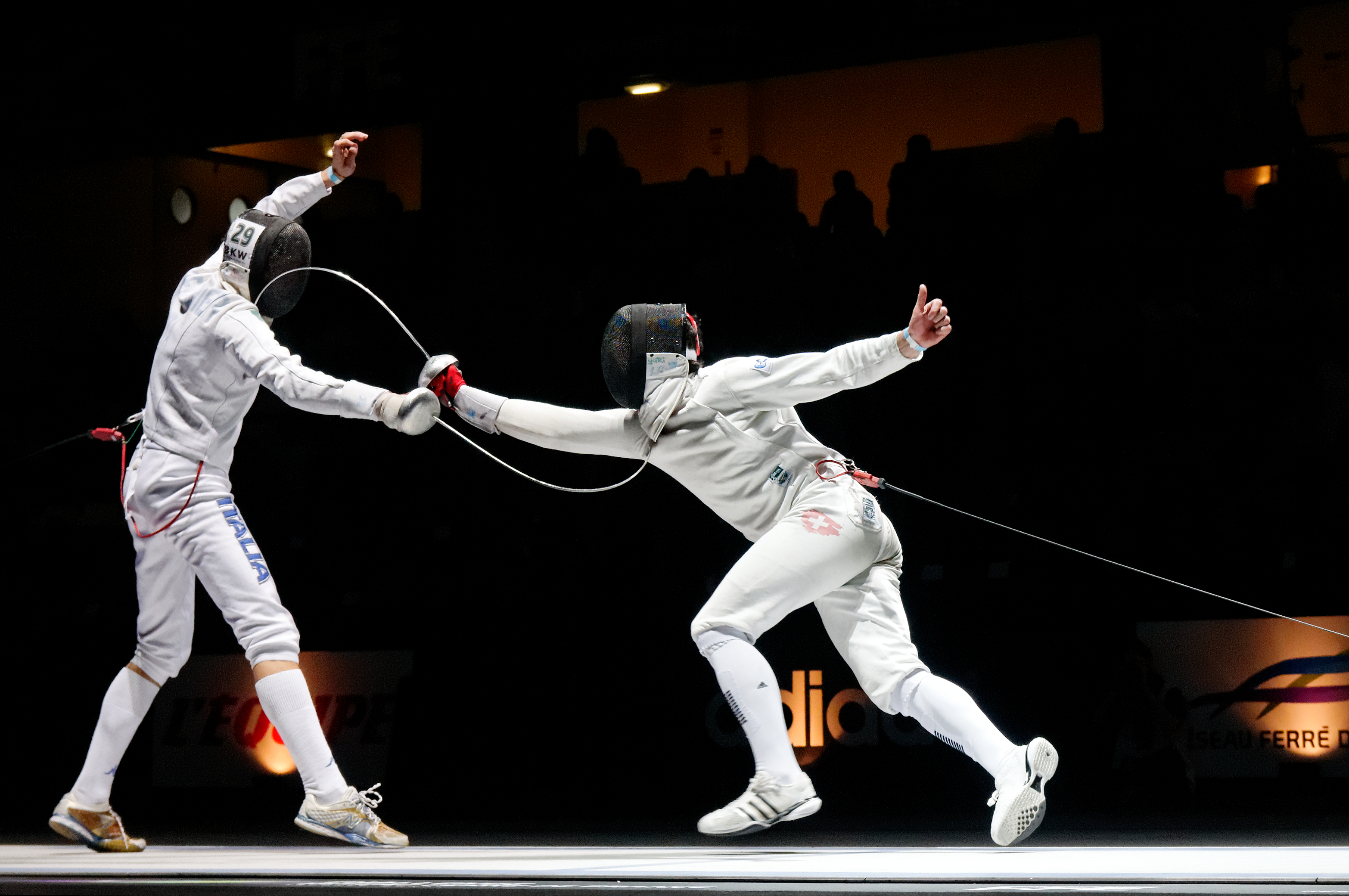
Fabian Kauter (à droite) touche Diego Confalonieri (à gauche) sur une attaque en flèche au challenge Monal en 2012.

La flèche est une technique d'attaque au fleuret et à l'épée. Le terme découle du style surprenant de l'attaque. Elle est interdite au sabre. 

## Description
Pour exécuter une flèche, l'escrimeur provoque un déséquilibre du corps vers l'avant en transférant son poids sur le pied avant après avoir allongé le bras. La jambe arrière amorce l'attaque, mais c'est la pointe du pied avant qui donne l'impulsion nécessaire pour  propulser l'escrimeur vers l'avant. L'escrimeur lève le pied arrière et le repose devant l'autre pied en croisant les deux jambes, comme s'il faisait un pas exagéré. C'est au moment où le pied arrière retouche le sol que la touche devrait être faite. Au fleuret, l'attaque est considérée comme terminée lorsque le pied arrière est retombé. Après avoir tenté de toucher l'adversaire, l'escrimeur poursuit sa course avant pour dépasser l'adversaire et éviter la riposte, s'il y a eu parade, ou une contre-attaque. Si la flèche est assez rapide, l'adversaire n'a généralement qu'une occasion de toucher l'attaquant.
L'escrimeur qui exécute une flèche mise sur la vitesse d'exécution et l'effet de surprise. Il ne s'agit pas de charger l'adversaire de loin. Comme c'est une question d'à-propos, la distance ne devrait pas être supérieure à celle d'une fente.

## Réglementation applicable
Certaines règles s'appliquent particulièrement à la flèche.

### Corps à corps
Aux termes de l'article t.20 du Règlement technique de la Fédération internationale d'escrime, tout corps à corps résultant de la flèche entraîne l'arrêt du combat par l'arbitre et, s'il est provoqué volontairement pour éviter une touche ou fait avec brutalité ou violence, peut valoir au combattant fautif un avertissement (carton jaune), l'attribution d'un point de pénalisation (carton rouge) ou l'exclusion de la compétition.

### Terrain perdu
Selon l'article t.25, l'escrimeur qui a subi une flèche, avec ou sans corps à corps, ne perd aucun terrain à la remise en garde à la distance lorsque le match a été suspendu. 

### Sortie latérale
Selon les articles t.28, si l'escrimeur qui exécute une flèche franchit l'une des limites latérales de la piste d'un ou des deux pieds, le match est suspendu, et les règles de remise en garde à la distance peuvent amener ce combattant au-delà de la ligne arrière et entraîner l'attribution d'une touche contre lui. Par ailleurs, s'il a fait cette sortie latérale pour éviter d'être touché, la séquence « carré jaune, carré rouge » s'applique.

### Interdiction de la flèche
Aux termes de l'article t.75.5, il est interdit au sabreur d'exécuter une flèche, une passe avant ou tout mouvement par lequel le pied arrière dépasserait complètement le pied avant. La touche éventuellement portée par lui de cette manière est annulée. Pour obtenir un effet de surprise semblable, il peut recourir plutôt à ce que les anglophones appellent la sabre fleche (flèche du sabreur) ou flunge (contraction de flying lunge, « fente volante »). Elle tient de la flèche par l'allongement du bras et le déséquilibre du corps vers l'avant, mais évite le croisement interdit des pieds en se terminant par une sorte de pas chassé.
La flèche est aussi interdite dans certains types de tournois, notamment ceux d'escrime au niveau des écoles secondaires. Elle est interdite, par exemple, dans les tournois d'escrime interscolaires au New Jersey.